# یواس‌اس هلاندیا (سی‌وی‌یی-۹۷)
یواس‌اس هلاندیا (سی‌وی‌یی-۹۷) (به انگلیسی: USS Hollandia (CVE-97)) یک کشتی بود که طول آن ۵۱۲ فوت ۳ اینچ (۱۵۶٫۱۳ متر) بود. این کشتی در سال ۱۹۴۴ ساخته شد.